# John Christopher Walkey
John Christopher Walkey, britanski general, * 1903, † 1989.